# New Technology Telescope
NTT (ang. New Technology Telescope) – teleskop należący do Europejskiego Obserwatorium Południowego (ESO), znajdujący się w Obserwatorium La Silla położonym około 600 km na północ od Santiago de Chile. Stanowił przełom w inżynierii i projektowaniu teleskopów. Jest to pierwszy teleskop na Ziemi, którego główne lustro jest kontrolowane przez komputer oraz w którym zastosowano technikę optyki aktywnej. Technologia opracowana przez ESO jest obecnie stosowana w VLT i w większości największych teleskopów na świecie.
3,58-metrowy teleskop oddano do użytku w 1989 roku. Był pierwszym teleskopem, na którym testowano optykę adaptatywną. Teleskop charakteryzuje się ponadprzeciętną ochroną termiczną. Kopuła, w której się znajduje, zbudowana jest ze specjalnych klap, które optymalizują przepływ powietrza, zwiększając tym samym szansę na uzyskanie doskonałego obrazu. Ponadto cała kopuła porusza się wraz z teleskopem, co powoduje ruch budynku, często dezorientując przebywających w La Silla gości.

## Galeria

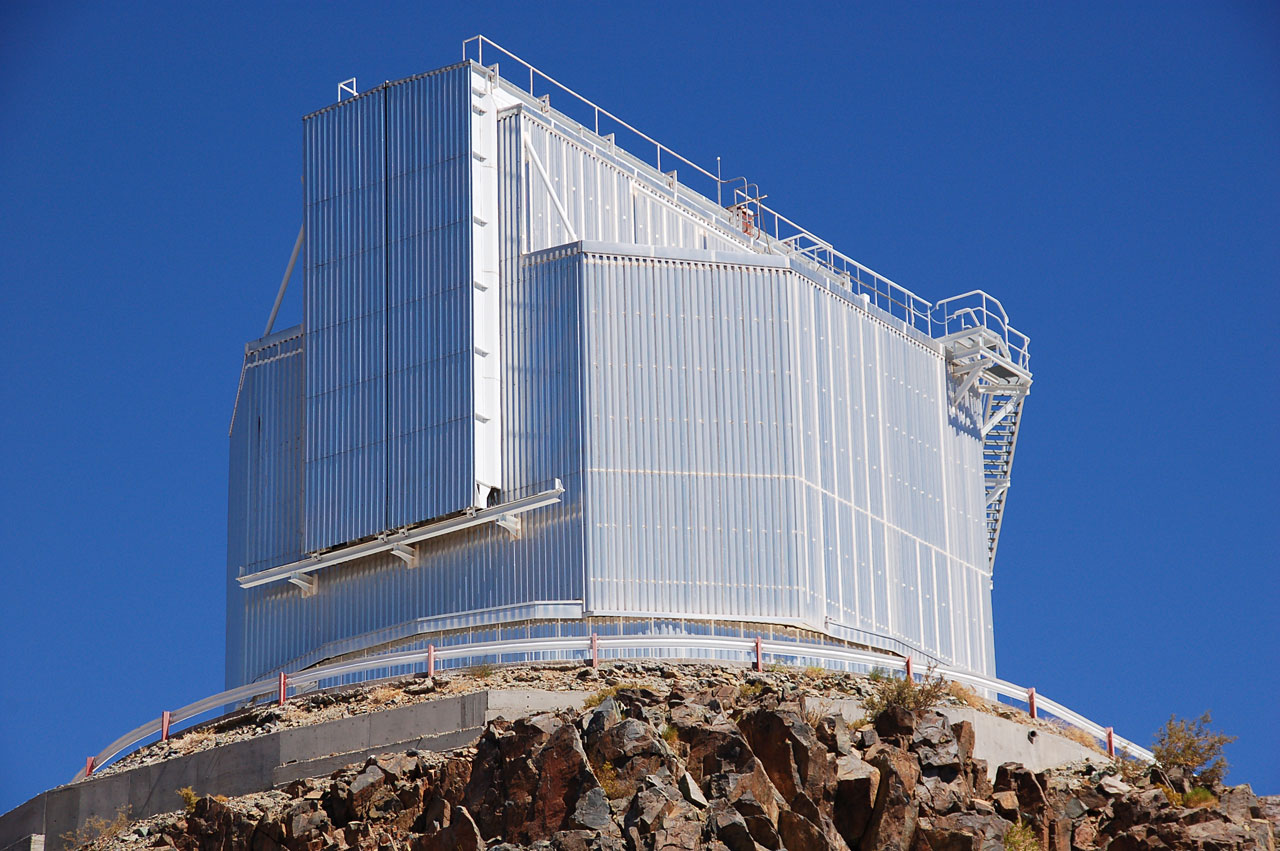
Kopuła teleskopu
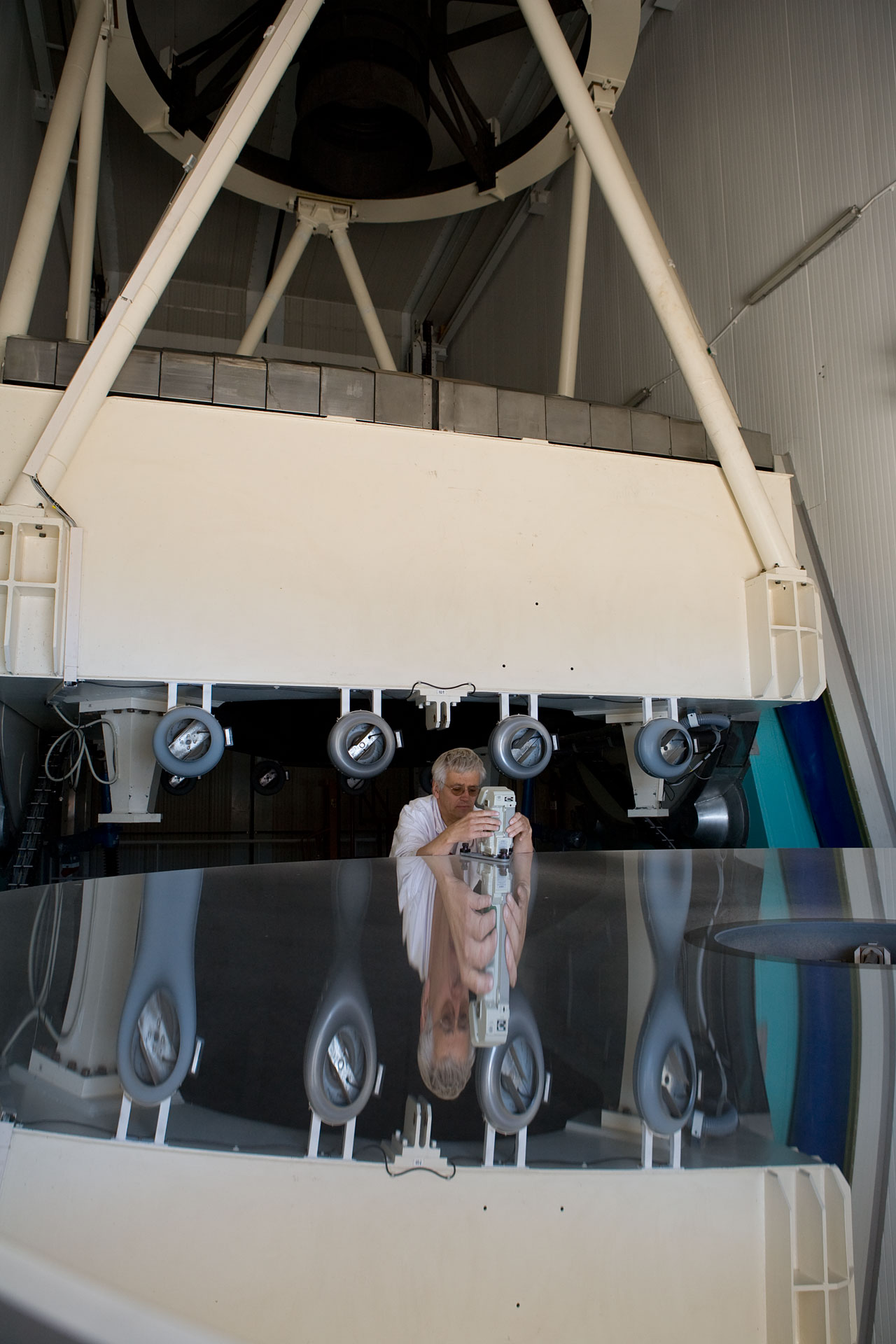
Lustro NTT
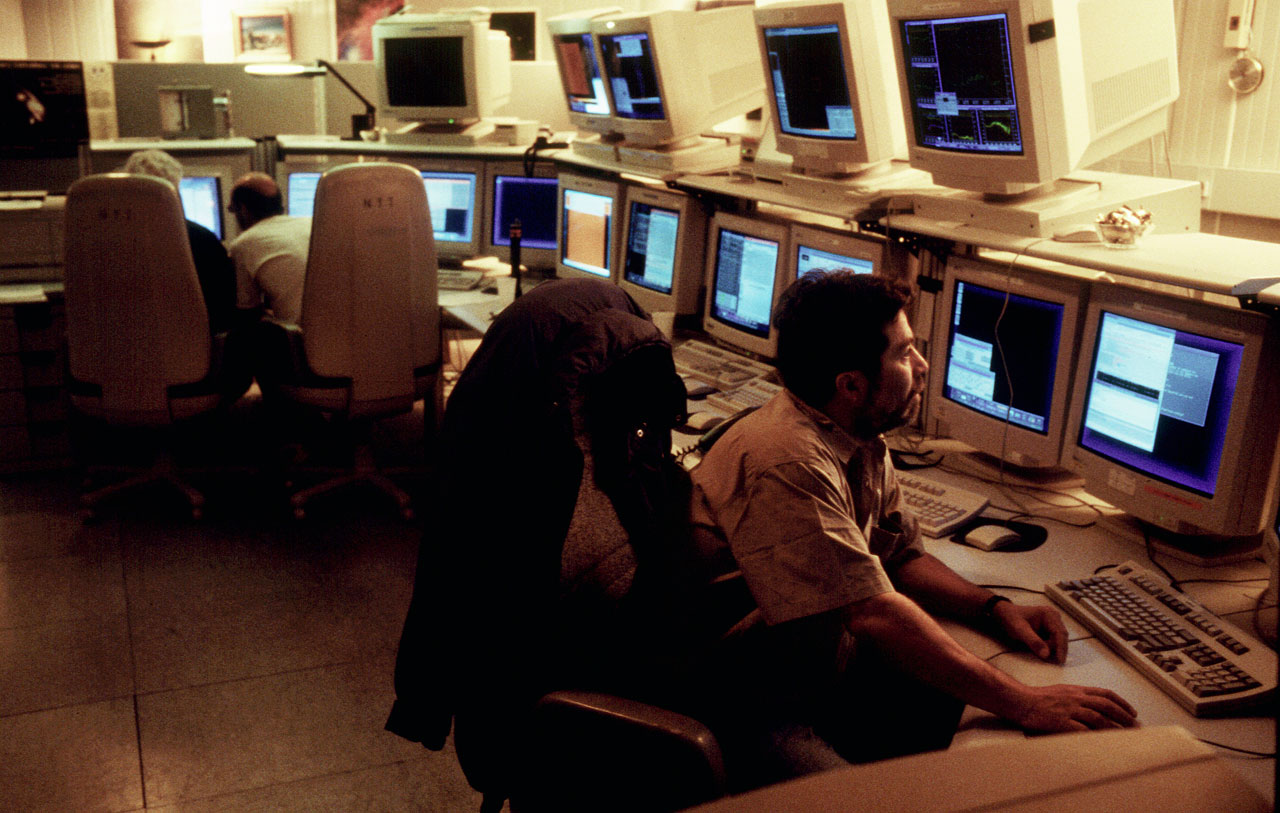
Pokój kontrolny NTT